# Éthiopie du Sud-Ouest
L'Éthiopie du Sud-Ouest est un État régional de l'Éthiopie. Elle se sépare de la région des nations, nationalités et peuples du Sud le 23 novembre 2021 après un référendum au résultat favorable,.
Elle se compose des zones Sheka, Keffa, Konta, Dawro, Bench Sheko et Mirab Omo.
Outre la capitale régionale Bonga, ses plus grandes villes sont Mizan Aman et Tepi.